# Lomandra confertifolia
Lomandra confertifolia là một loài thực vật có hoa trong họ Măng tây. Loài này được (F.M.Bailey) Fahn mô tả khoa học đầu tiên năm 1954.

## Hình ảnh

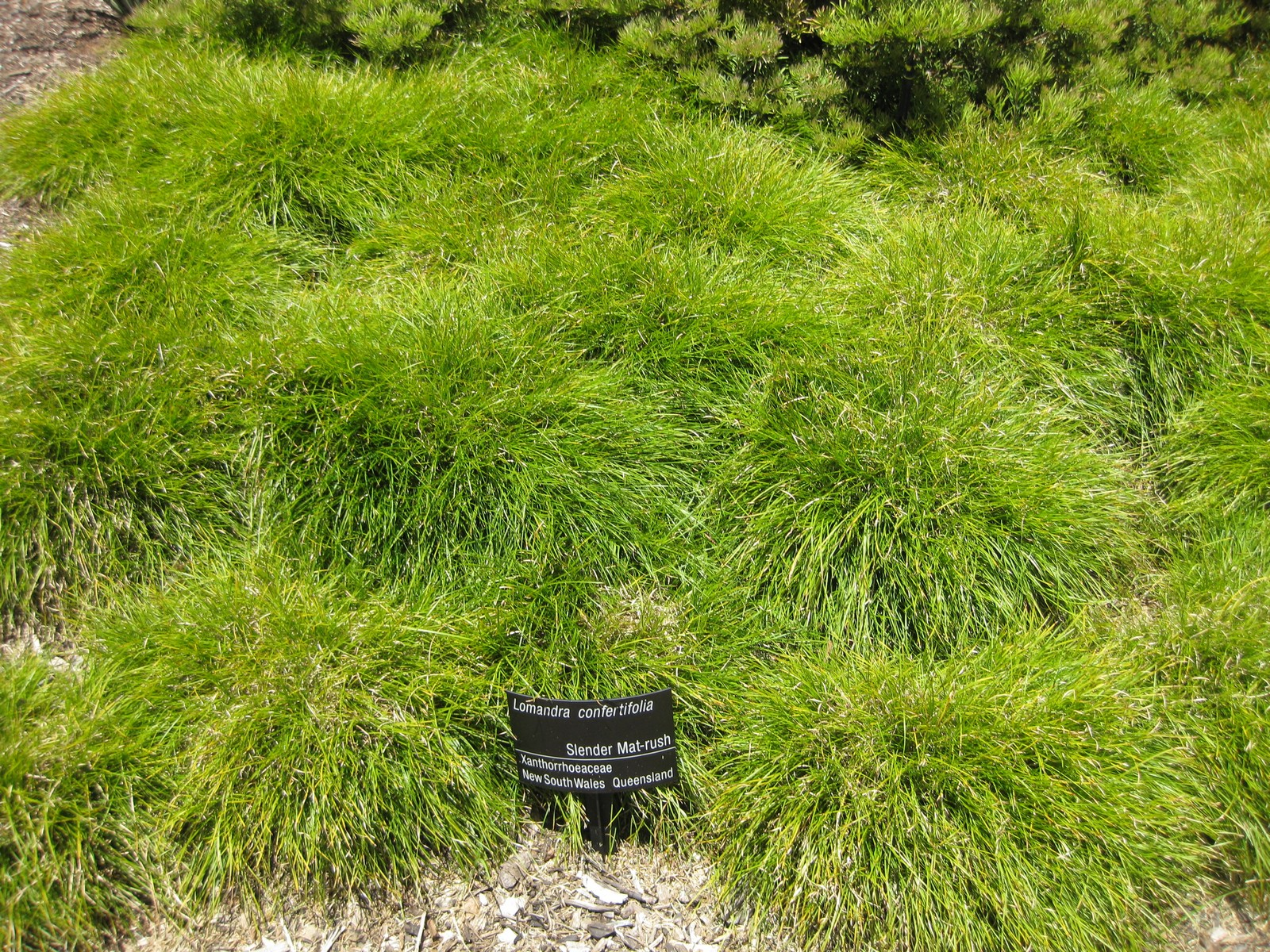
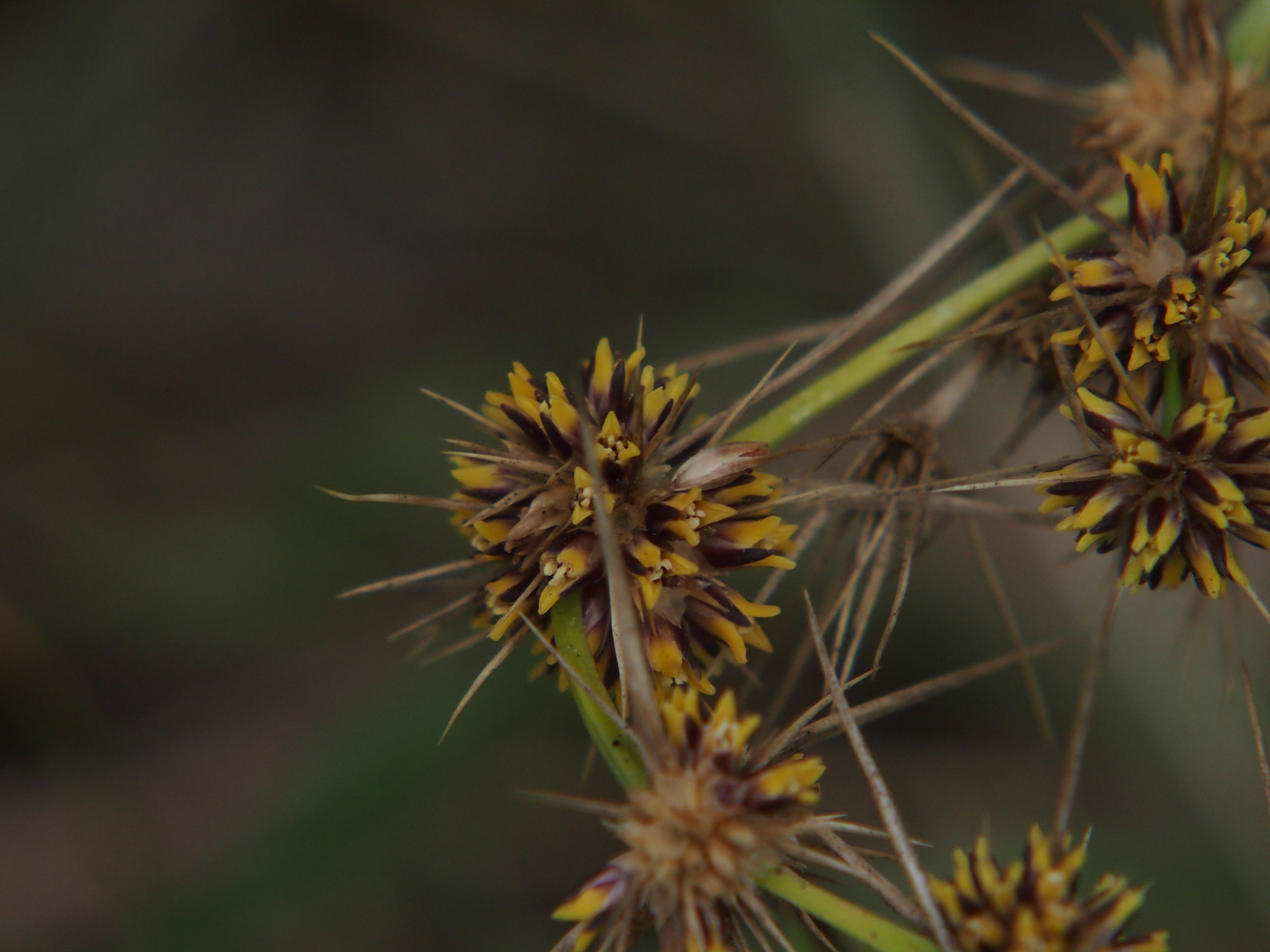
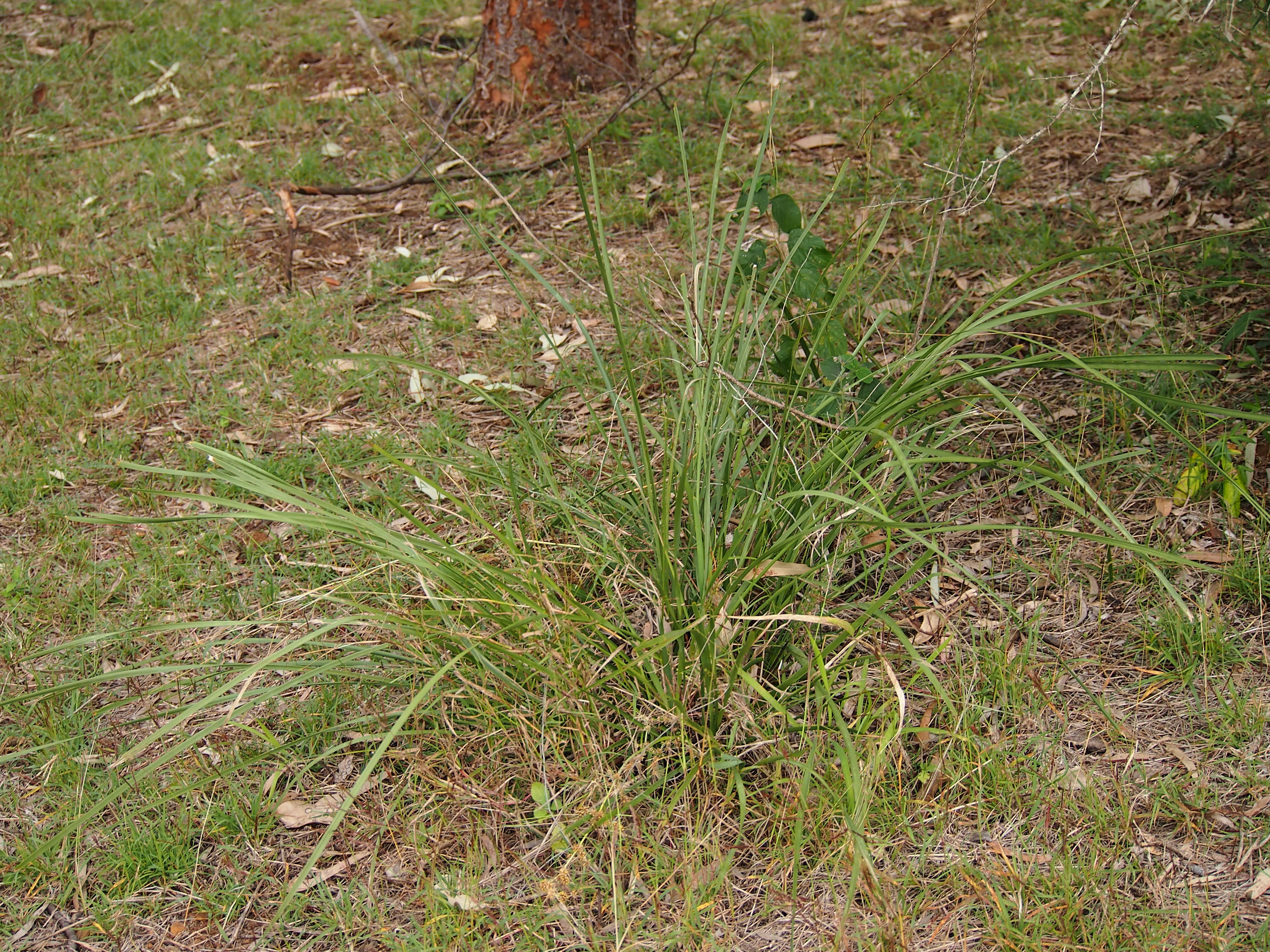
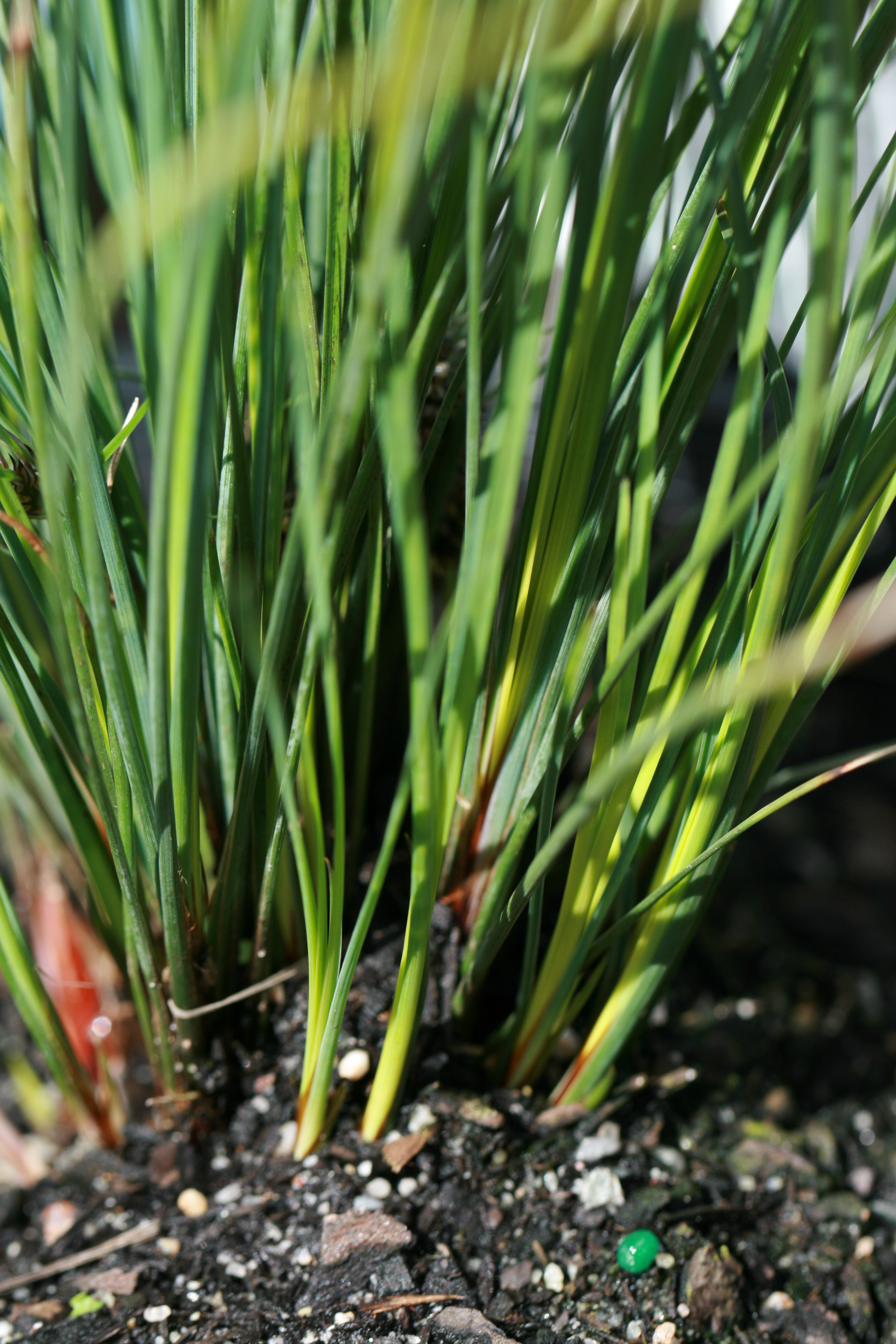